# Madinat Sadd Tiszrin
Madinat Sadd Tiszrin (arab. مدينة سد تشرين) – miasto w Syrii, w muhafazie Aleppo. W 2004 roku liczyło 1274 mieszkańców.